# Peru dichra
Peru dichra är en insektsart som först beskrevs av Desutter-grandcolas 1993.  Peru dichra ingår i släktet Peru och familjen syrsor. Inga underarter finns listade i Catalogue of Life.